# Ramkhamhaeng-Denkmal

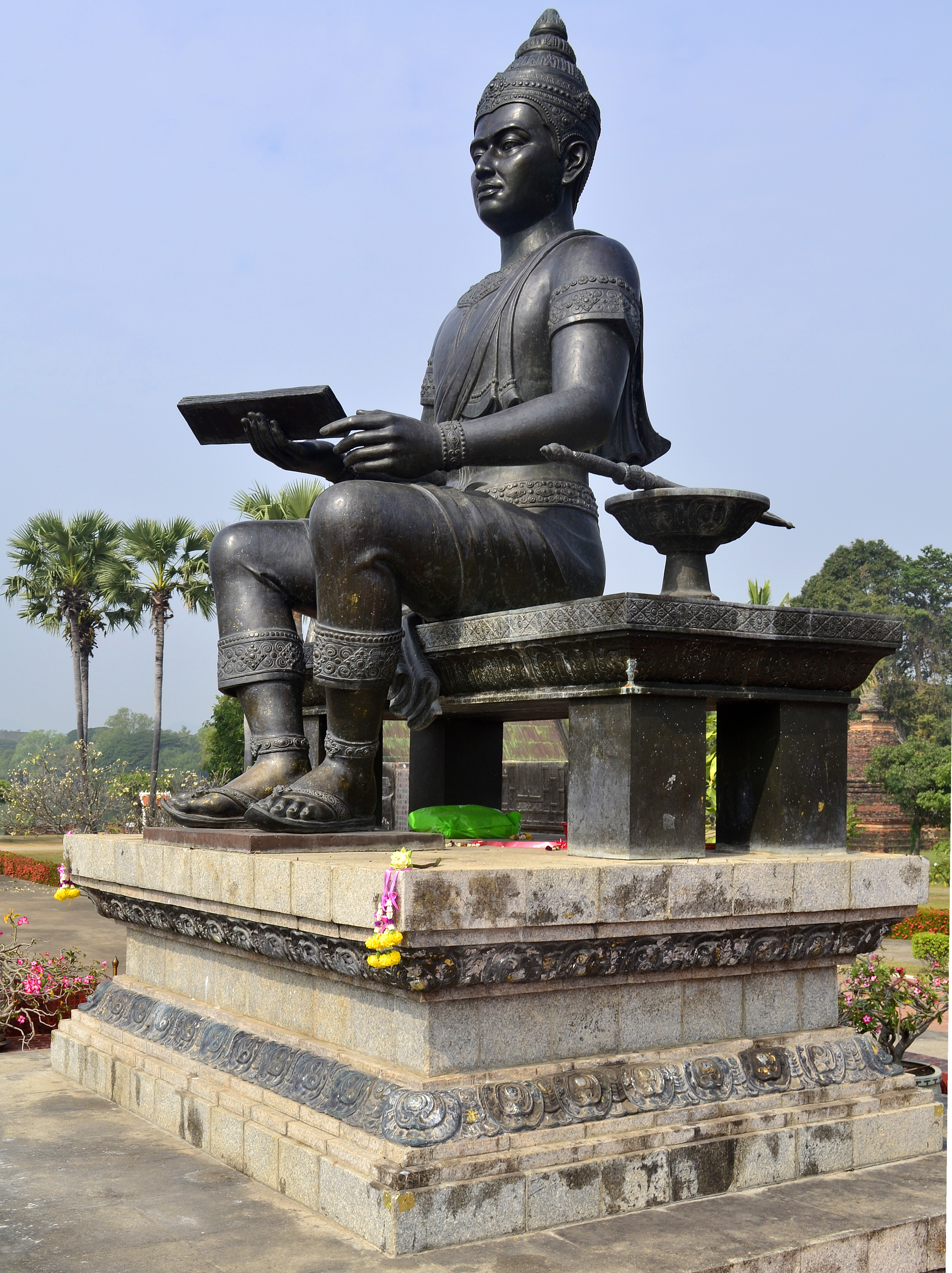
Skulptur im Zentrum des Monuments

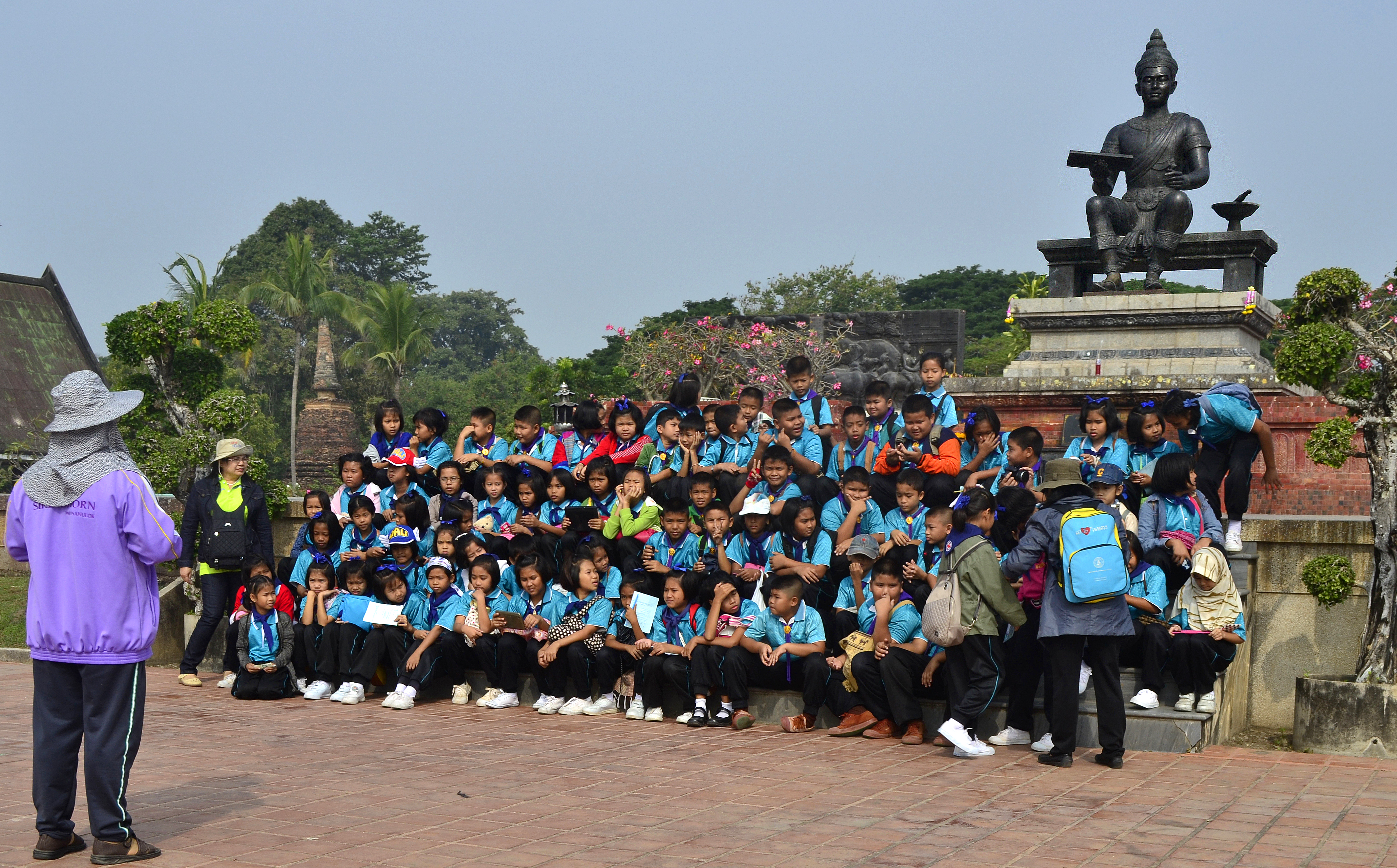
Veranschaulichung der Größe des Denkmals durch eine davor befindliche Schulklasse

Das Ramkhamhaeng-Denkmal (thailändisch พระบรมราชานุสาวรีย์พ่อขุนรามคำแหงมหาราช, RTGS Phra Borom Rachanusawari Pho Khun Ram Khamhaeng Maharat) ist eine Gedenkstätte für den dritten Herrscher des historischen Reiches von Sukhothai und mutmaßlichen Begründers der thailändischen Schrift, König Ramkhamhaeng (geb. um 1239, gest. um 1298, Regierungszeit um 1279 bis um 1298), im  UNESCO-Weltkulturerbe Geschichtspark Sukhothai im Tambon (Gemeinde) Mueang Kao des Amphoe (Landkreis) Mueang Sukhothai des Changwat (Provinz) Sukhothai im Norden Thailands.
Das Denkmal befindet sich auf einem weitläufigen Platz im Zentrum des inneren Bereiches des Geschichtsparks Sukhothai. Der Mittelpunkt des Denkmals besteht aus einer Bronzestatue des Königs in sitzender Position auf einer Nachbildung des Manangkhasila-Asana-Throns. Die Skulptur erhebt sich auf einer marmornen Basis, die ihrerseits auf einer ziegelsteinernen Empore ruht. Im Hintergrund wird die Statue von Bronzereliefs mit Szenen aus dem Leben des Herrschers flankiert.

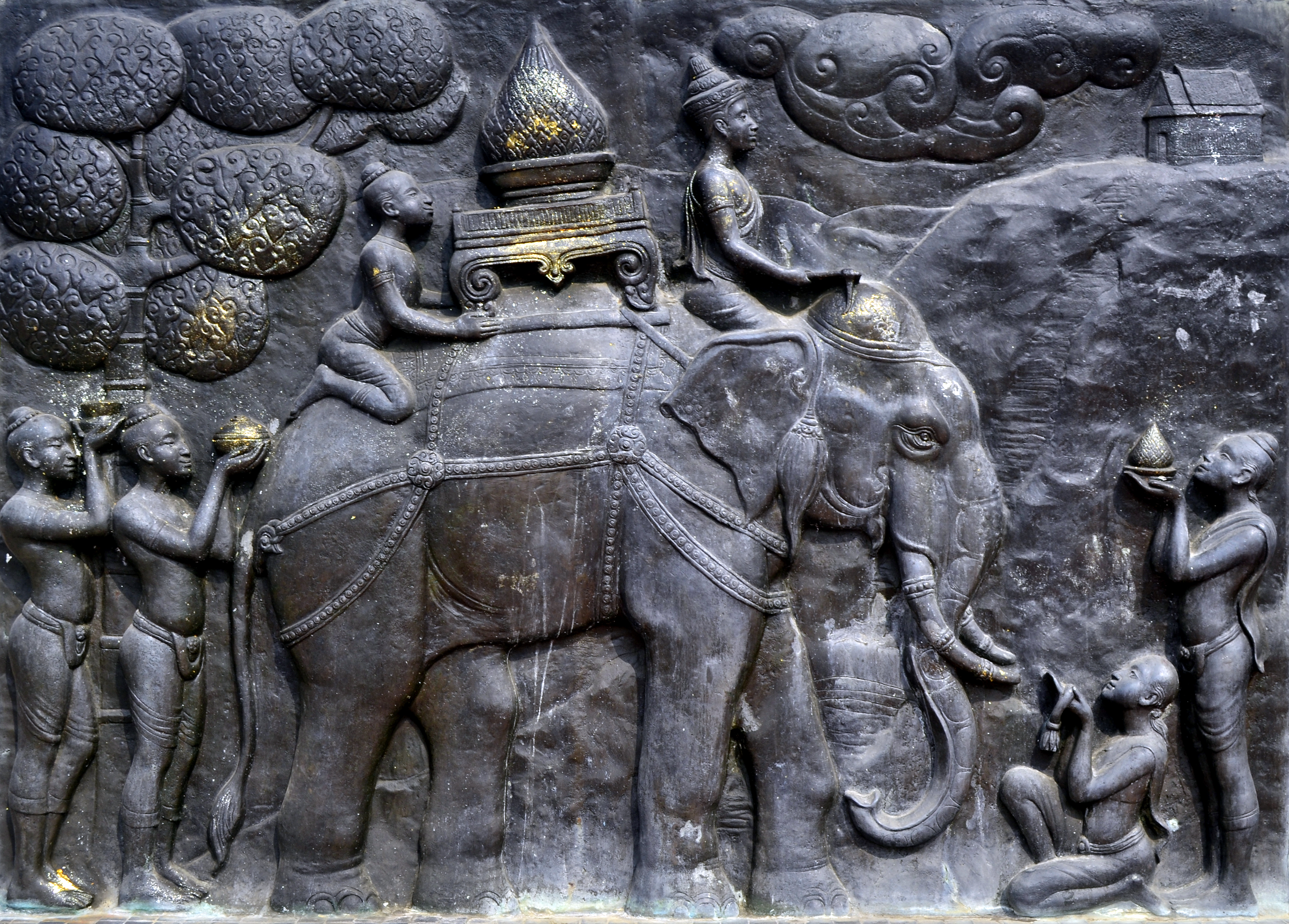
König Ramkhamhaeng auf dem Rücken des Elefanten Rujasri am Vollmondstag auf dem Weg zum Wat Saphan Hin
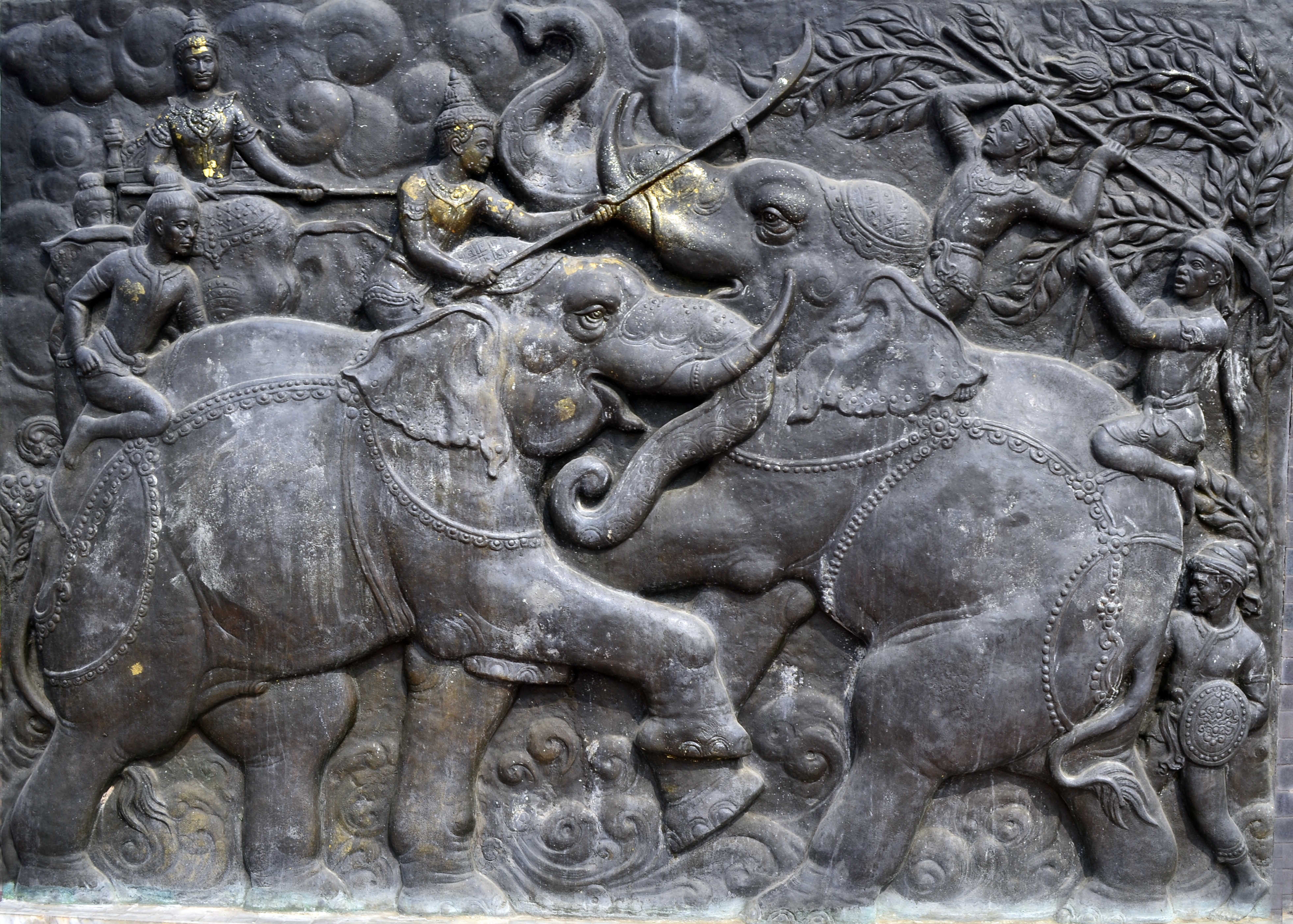
Der König kämpft auf dem Rücken eines Elefanten gegen Khun Sam Chon, den Herrscher von Muang Chot
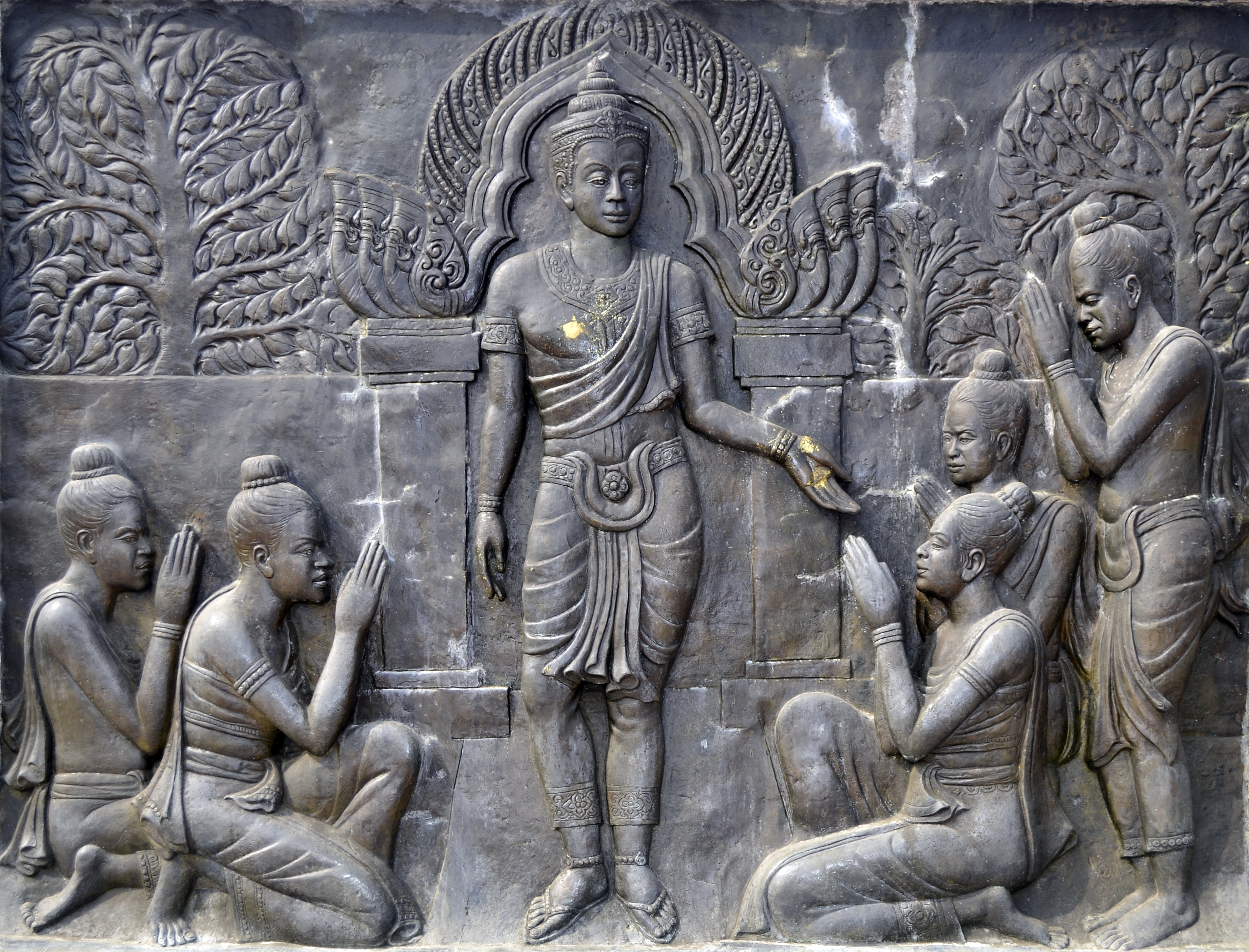
Der Herrscher bei einer Audienz
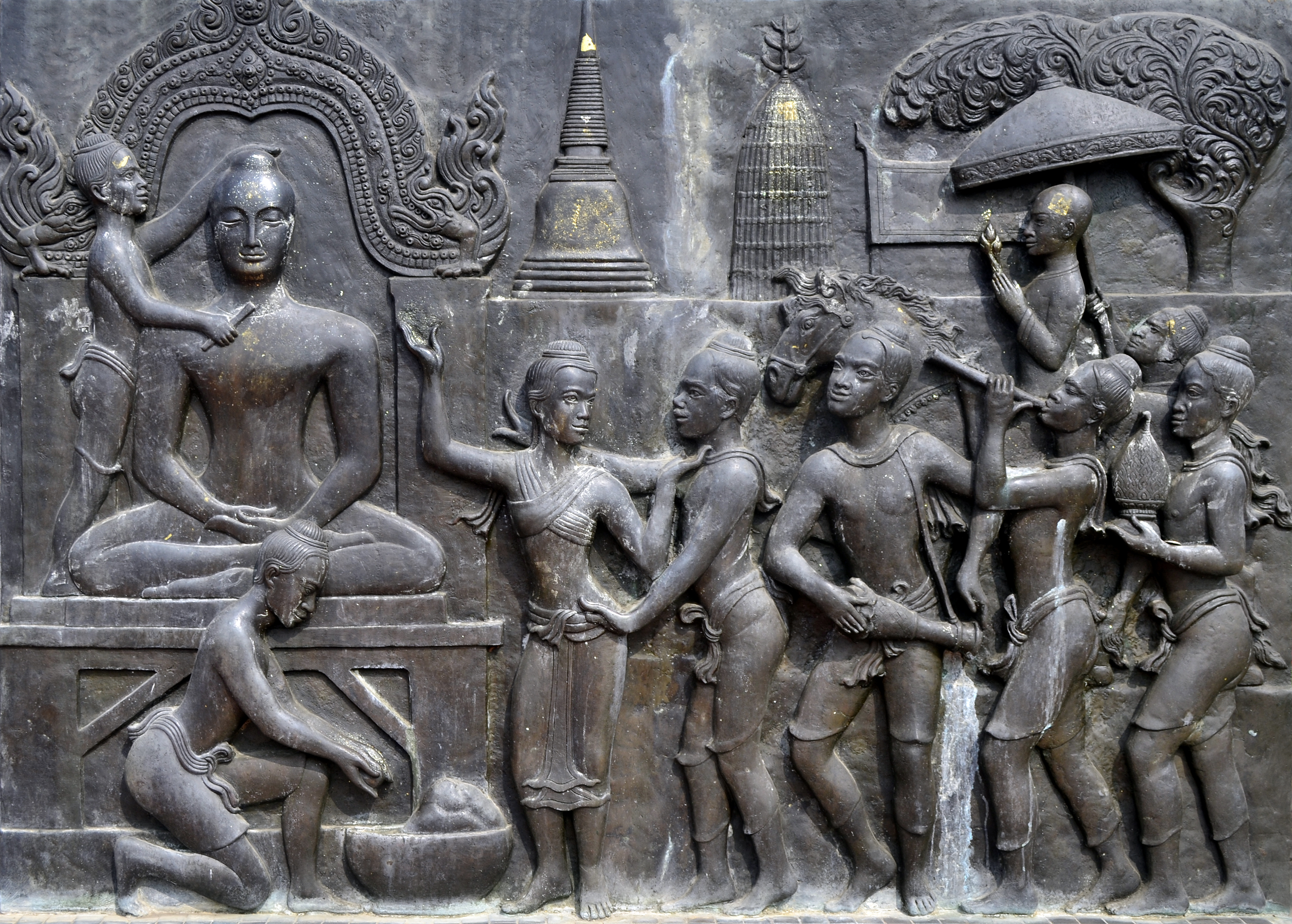
Buddhistische Zeremonie während der Sukhothai-Periode
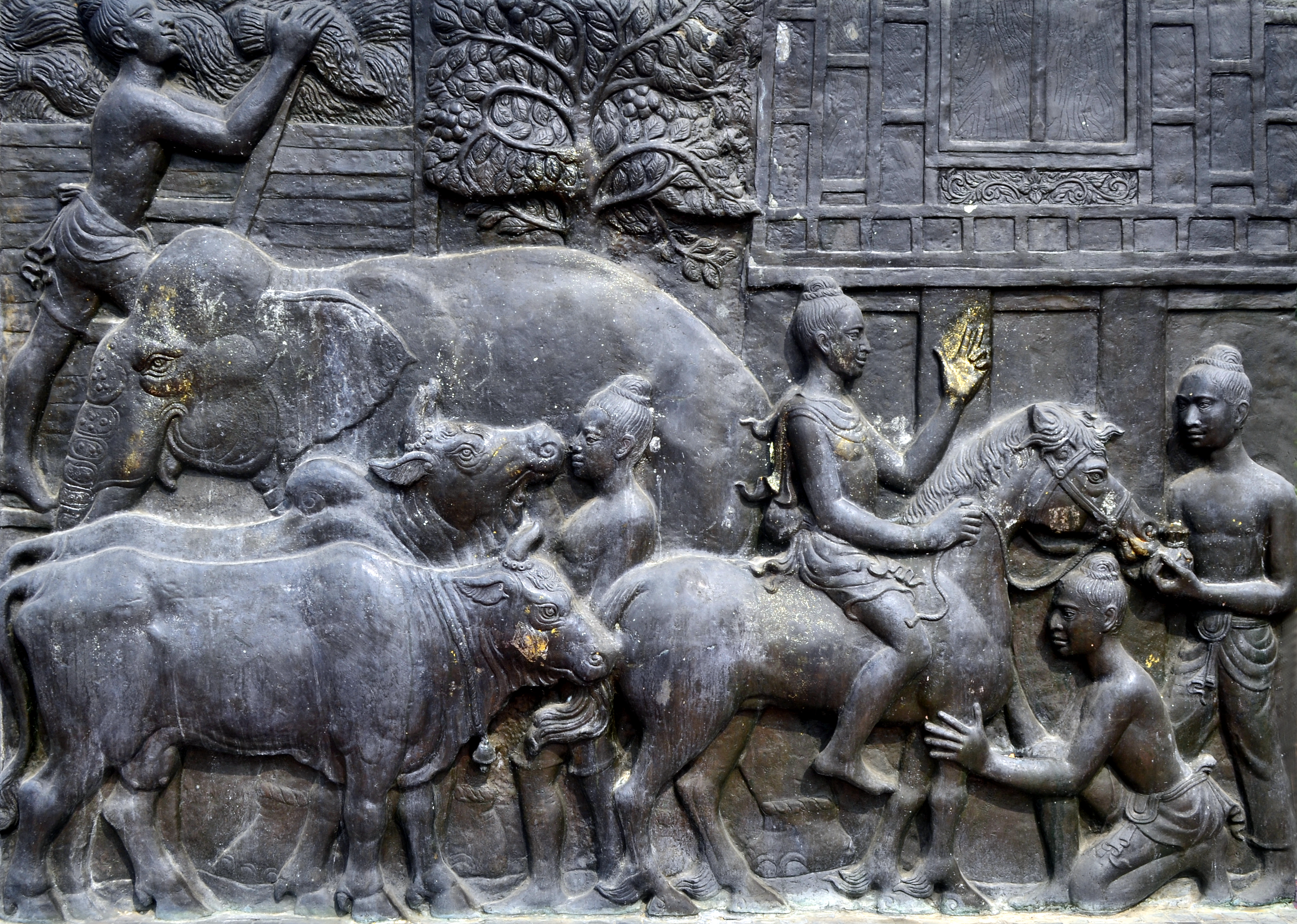
Landwirtschaftliche Arbeiten während der Sukhothai-Zeit

An der östlichen Seite befindet sich eine Replik des so genannten Inschriftensteins Nr. 1, der als frühestes Zeugnis der thailändischen Schrift gilt und dem König zugeschrieben wird.
Das Denkmal genießt bei der einheimischen Bevölkerung ein hohes Ansehen und erfährt infolgedessen einen regen, täglichen Zulauf. Einmal jährlich, am 17. Januar findet das ganztägige Ramkhamhaeng-Festival unter der Beteiligung von Schulklassen und Musikgruppen statt. Anbieter von kunsthandwerklichen Gegenständen, Speisen und Getränken offerieren an Marktständen ihre Waren. Der Provinzgouverneur und hochrangige Mönche halten Ansprachen zur Erinnerung an die historische Herrscherfigur.
In der Serie 16 der thailändischen 20-Baht-Banknoten wurde das Denkmal auf der Rückseite der Banknote abgebildet.